# Parapriacanthus dispar
Parapriacanthus dispar is een straalvinnige vissensoort uit de familie van bijlvissen (Pempheridae). De wetenschappelijke naam van de soort werd voor het eerst geldig gepubliceerd in 1935 door Herre.